# Омран, Асиль
Асиль Омран (араб. أسيل عمران‎; род. 12 ноября 1989, Эль-Хубар) — саудовская певица и актриса, поёт на арабском языке.

## Биография

### Ранняя биография и ранняя карьера
Асиль Омран родилась 12 ноября 1989 года в Эль-Хубаре в семье военного офицера, она младший ребёнок в семье из 7 детей. Её старшая сестра, телеведущая Ложан Омран (род. 1982), которая известна в арабских странах.
После окончания школы поступила в университет, но бросила его, поскольку стала участвовать в шоу «Звёзды залива», в котором она добилась успеха. После успешного выступления на конкурсе юная певица прославилась и продолжила карьеру певицы, осуществив свою мечту.

### Карьера певицы и актрисы

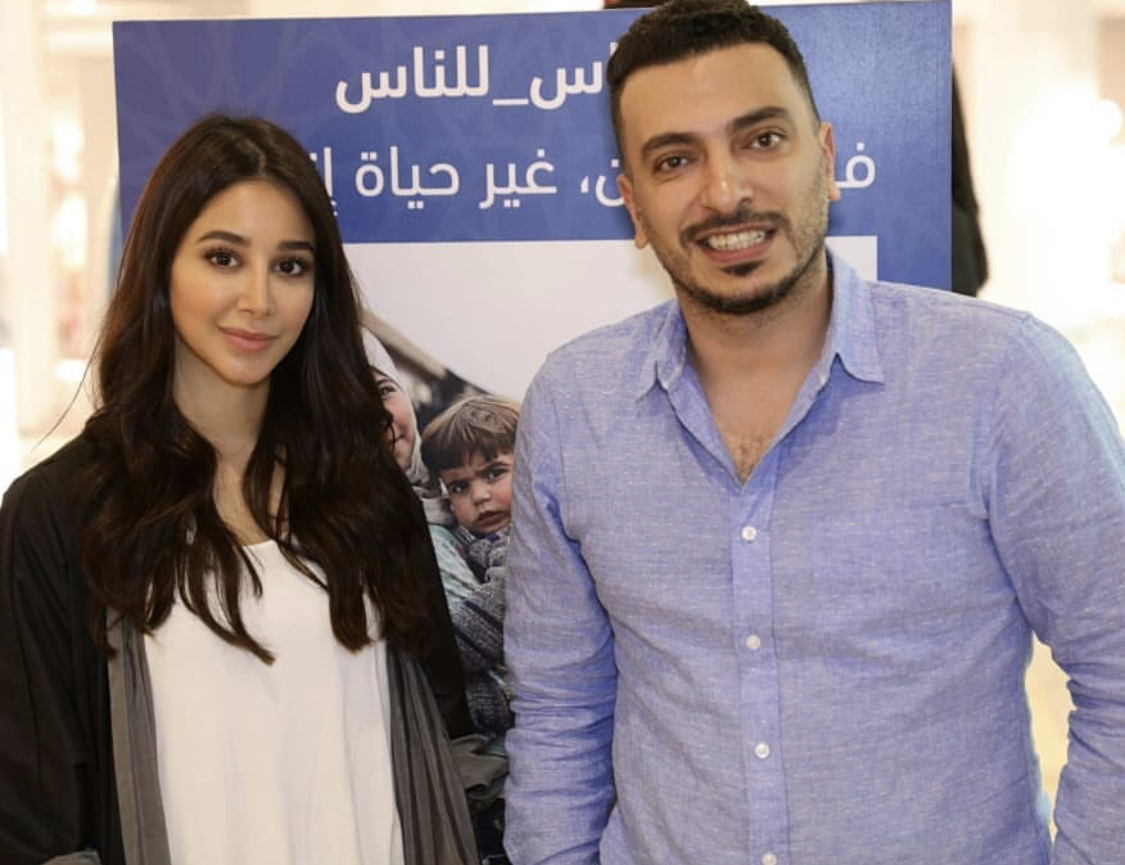
Асиль Омран и Шериф Абделькадер на благотворительном мероприятии

25 июля 2007 года был выпущен дебютный альбом «Khajlanah», который открыл карьеру певицы для Омран. Альбом познакомил её с более широкой аудиторией и юная певица стала кумиром молодёжи на Ближнем Востоке.
В 2008 году вышел её второй альбом «Allah Yhannini», спродюсированный и распространённый саудовским лейблом Rotana Records.
В 2011 году был выпущен третий альбом «Mo Bessahel».
9 июня 2016 года компания Aseel в сотрудничестве с RedOne выпустила клип на популярную песню «Don’t You Need Somebody»; песня катапультировала Асиль на вершину арабских музыкальных чартов и закрепила её место в качестве музыкальной суперзвезды в арабском мире.
Помимо карьеры певицы, Омран также снимается в сериалах, среди её ролей роли в таких проектах «Вадима и Халима», «Хаят Танея», «Харун Аль Рашид», а также роль в сериале «Чёрные вороны», посвящённом жизни людей на территориях подконтрольных ИГИЛ. После выхода сериала, она как и другие актрисы стала получать угрозы от членов организации. Позднее она прокомментировала ситуацию:

Еще несколько лет назад на вопрос, пугает ли меня ИГИЛ, я бы ответила “да”. Теперь я этого не чувствую, но не дай Бог, конечно”.
В сентябре 2019 года получила премию Nickelodeon’s Kids’ Choice Awards в номинации «Любимая актриса».

### Семья
В 2008 году вышла замуж за бахрейнского ведущего Хаеда аль-Шаера; супруги прожили в браке 8 лет и развелись в 2016 году. В 2015 году у пары родился сын Валид, проживший несколько дней и умерший от врождённого заболевания.

### Сотрудничество
В 2022 году Омран стала первым официальным послом Dior на Ближнем Востоке в категориях женской одежды и ювелирных украшений; ранее певица сотрудничала, с такими брендами, как L'Oréal Paris и Bulgari.
В марте 2023 года Омран снялась для модного журнала «Vogue Arabia», где она предстала в нескольких образах, включая длинные платья и куртку, а также представила женские сумки от Dior.
В апреле 2025 года Омран стала послом швейцарского туристического агентства «Switzerland Tourism» в странах Персидского залива. С целью продвижения туризма в Швейцарии она должна совершить визиты в города Женеву, Цюрих и Тичино и посетить регионы Во и Граубюнден.

### Общественная деятельность
С 2018 года певица сотрудничает с ООН, занимается благотворительностью и сбором средств на помощь беженцам. Певица поддерживает усилия организации по реагированию на ситуации, связанные с перемещением людей, а также совершает поездки в страны, в которых беженцы испытывают социальные проблемы и посещает лагеря беженцев.
В мае 2023 года комиссариат ООН по делам беженцев назначил её послом доброй воли от Саудовской Аравии, что сделало её первым представителем своей страны в этой должности.

## Альбомы
- 2007 — «Khajlanah»
- 2008 — «Allah Yhannini»
- 2011 — «Mo Bessahel»